# Sojusz Lewicy Demokratycznej – Unia Pracy

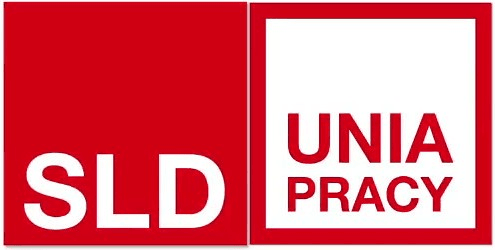
Logo koalicji SLD-UP w eurowyborach w 2014

Sojusz Lewicy Demokratycznej – Unia Pracy (SLD-UP) – koalicja istniejąca od 17 grudnia 2000 do 2005 i ponownie w latach 2009–2015 (w różnych formach i z krótką przerwą w 2013, która nie dotyczyła wyborów). W latach 2001–2005 była koalicją rządową (do 2003 wraz z Polskim Stronnictwem Ludowym – koalicja SLD-PSL-UP).

## Historia

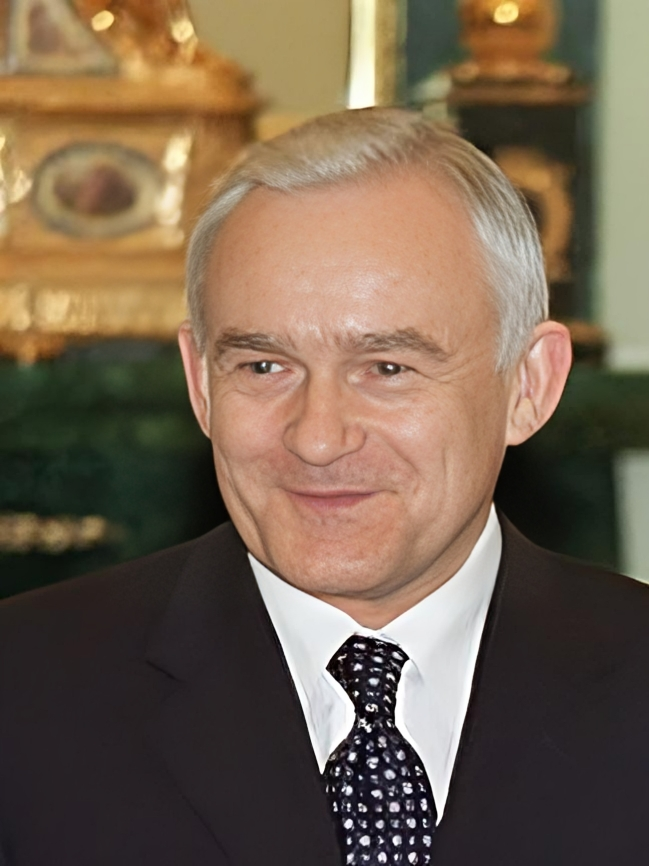
Lider SLD w latach 1999–2004 i 2011–2016 Leszek Miller

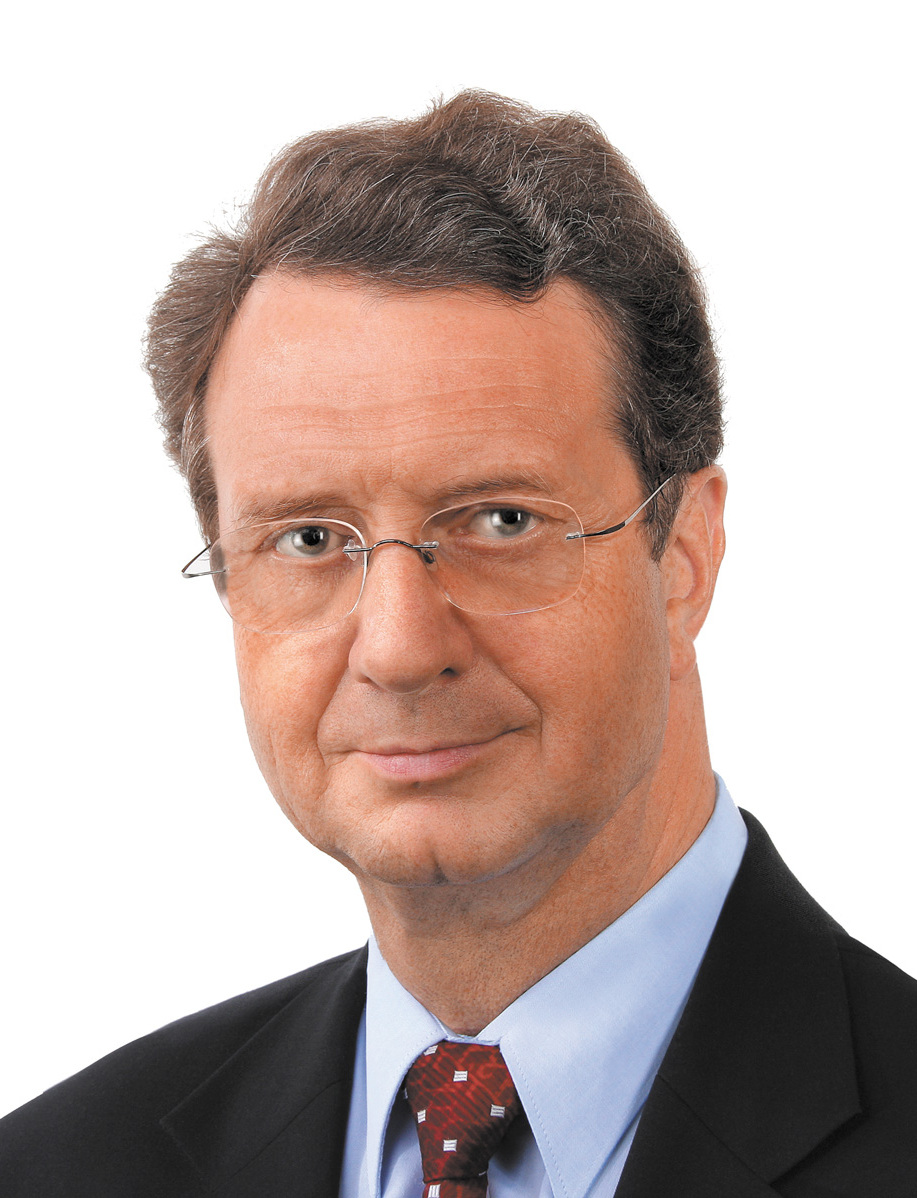
Lider UP w latach 1998–2004 Marek Pol

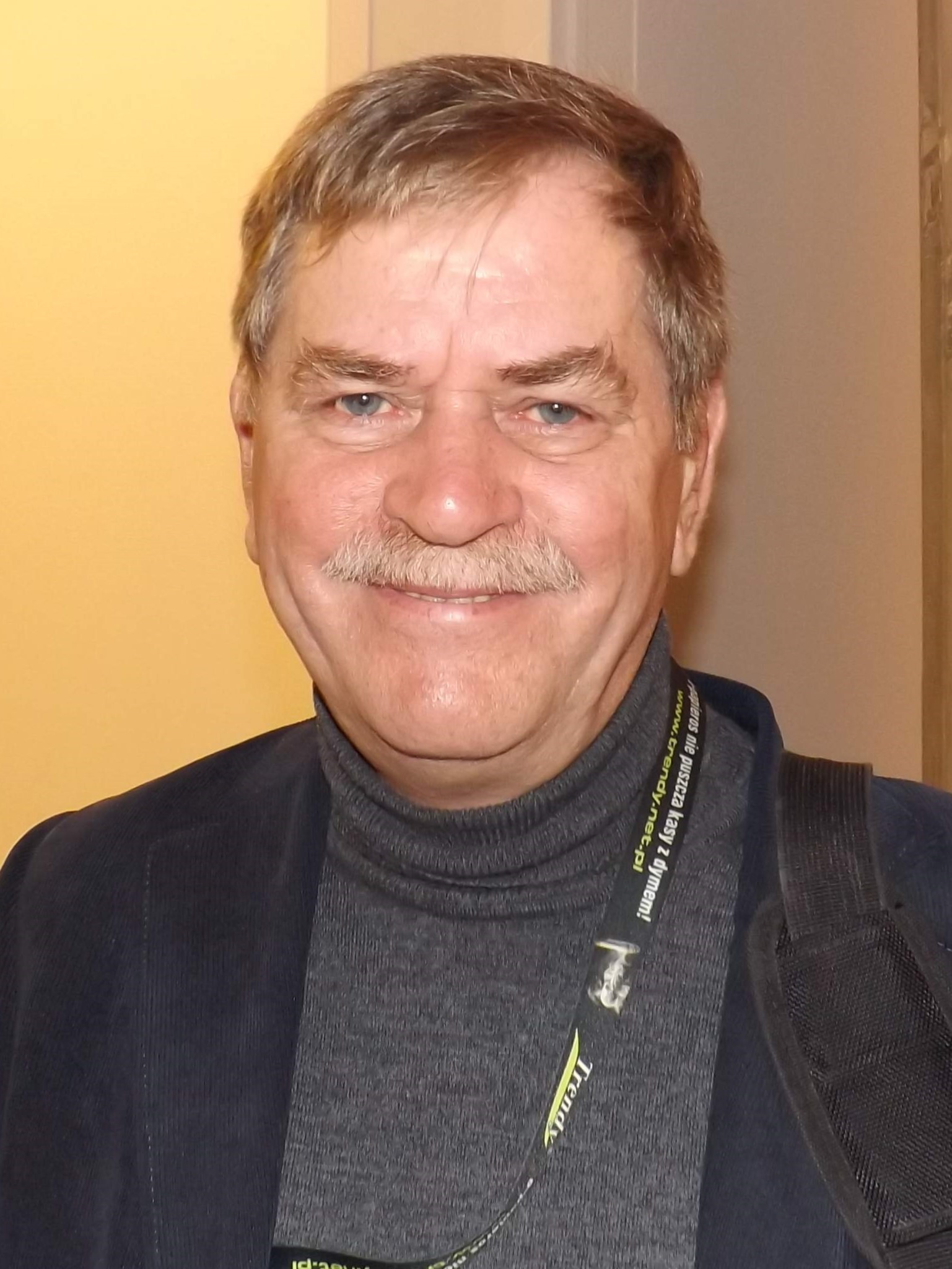
Lider SLD w 2004 Krzysztof Janik

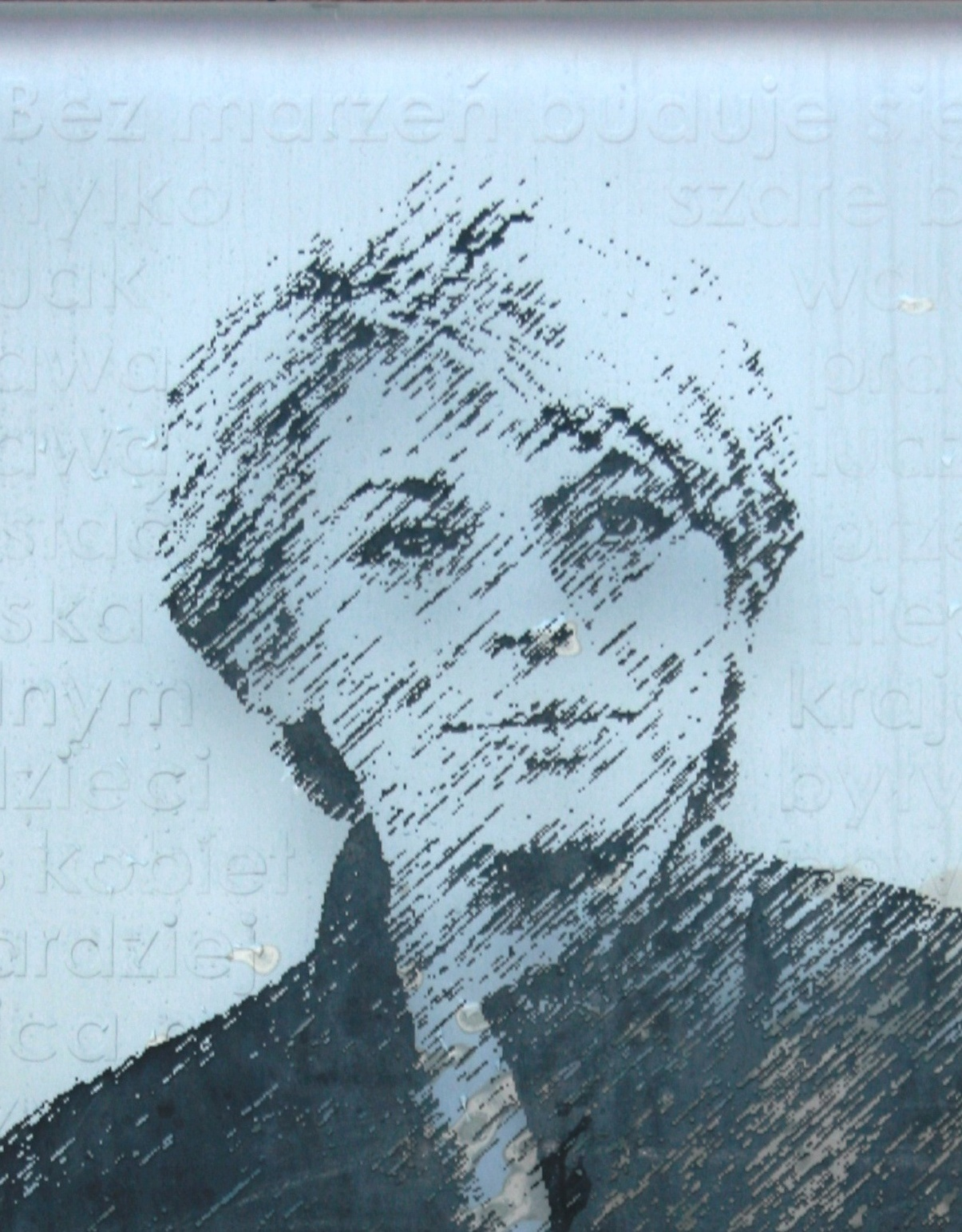
Liderka UP w latach 2004–2005 Izabela Jaruga-Nowacka

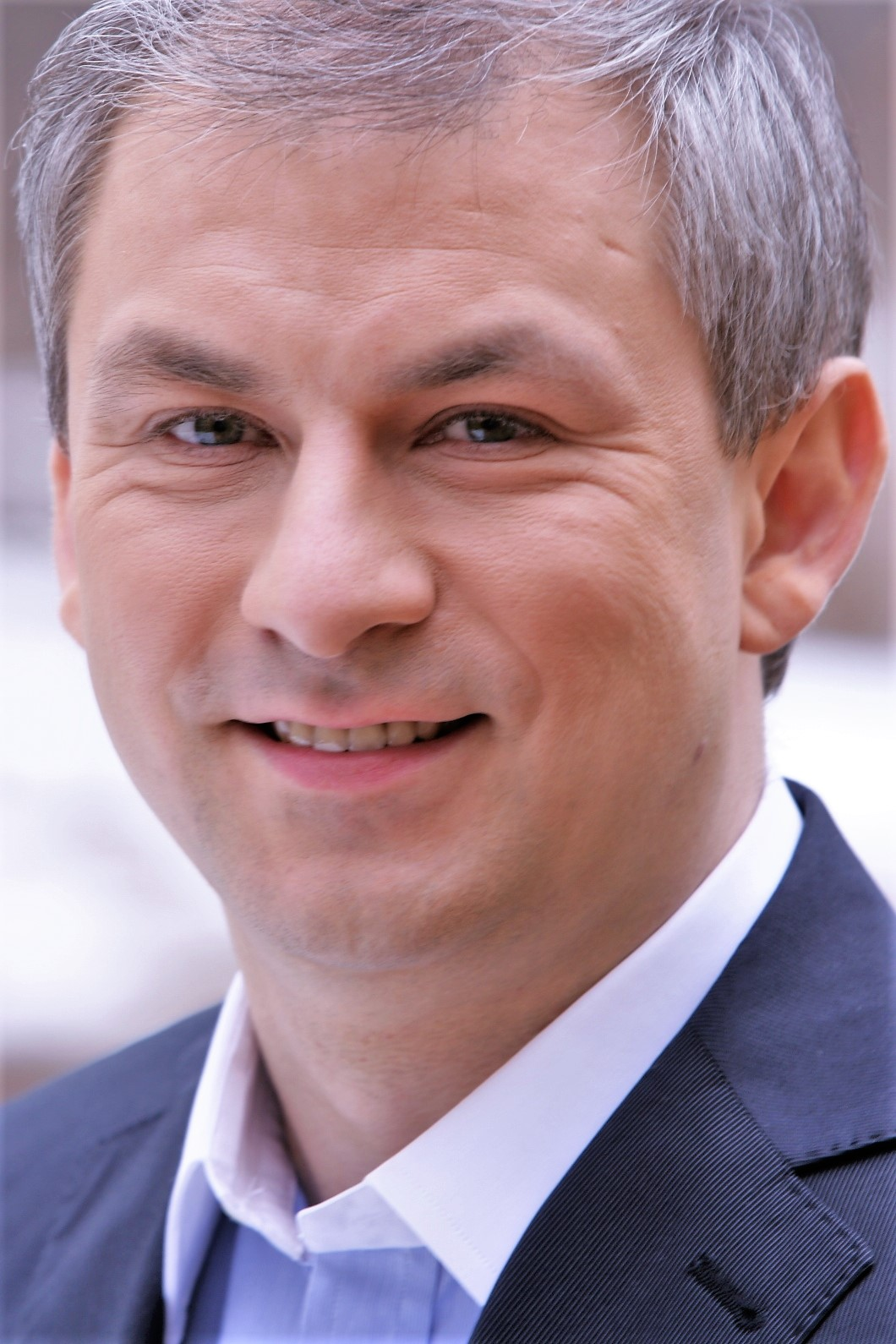
Lider SLD w latach 2008–2011 Grzegorz Napieralski

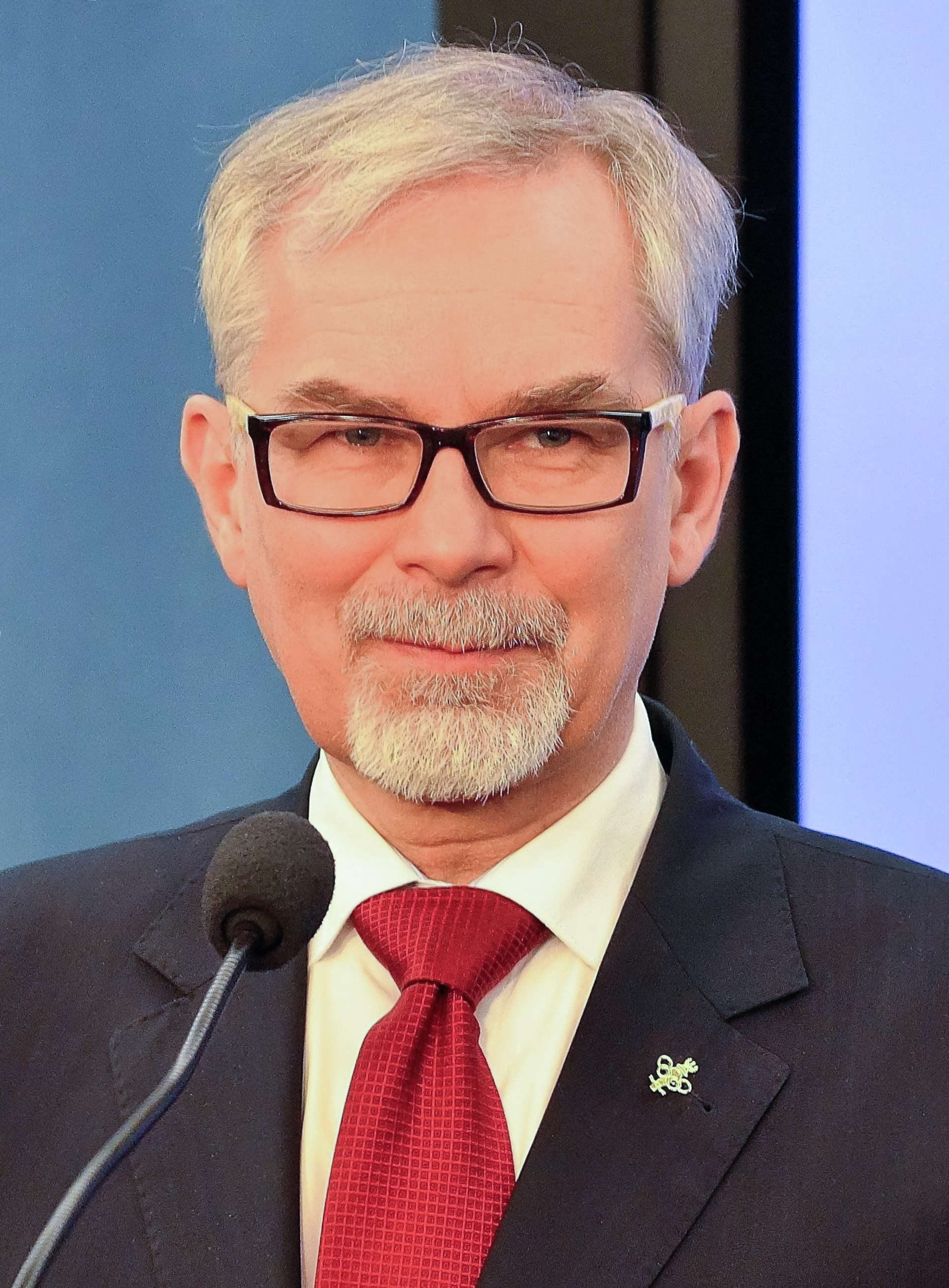
Lider UP od 2006 Waldemar Witkowski

### Lata 2000–2005

#### Wybory parlamentarne w 2001 i rząd Leszka Millera
Umowę koalicyjną 17 grudnia 2000 zawarły:
- Sojusz Lewicy Demokratycznej,
- Unia Pracy,
- Krajowa Partia Emerytów i Rencistów,
- Stronnictwo Demokratyczne,
- Partia Ludowo-Demokratyczna.

Koalicja ta wygrała wybory parlamentarne we wrześniu 2001, zdobywając 41,04% głosów i 216 mandatów poselskich oraz 75 mandatów senatorskich. W Sejmie SLD i UP utworzyły osobne kluby. Klub SLD liczył na początku kadencji 200 posłów, a klub Unii Pracy 16 posłów; w klubie SLD zasiadali początkowo też obaj wybrani w wyborach przedstawiciele PLD (Roman Jagieliński oraz Wojciech Domaradzki), a także przedstawiciel KPEiR (Tomasz Mamiński) i przedstawiciel SD (Jan Klimek). W Senacie natomiast wspólny klub (SLD-UP „Lewica Razem”) przetrwał do końca kadencji (na końcu kadencji liczył 58 senatorów).
W latach 2001–2004 oba ugrupowania (do 2003 wraz z PSL), tworzyły rząd Leszka Millera. Członkowie SLD objęli większość resortów, natomiast jedynym przedstawicielem UP w składzie Rady Ministrów był przewodniczący partii Marek Pol, który obejmował tekę wicepremiera i ministra infrastruktury.

#### Wybory samorządowe w 2002
Koalicja SLD-UP kontynuowana była podczas wyborów samorządowych w 2002. Uzyskała w nich 24,65% głosów w wyborach do sejmików wojewódzkich, co dało jej łącznie 189 mandatów (najwięcej spośród wszystkich komitetów).

#### Wybory do Parlamentu Europejskiego w 2004
W wyborach do Parlamentu Europejskiego w 2004 (w których KPEiR i PLD utworzyły osobny komitet, a członkowie SD startowali z list centroprawicowego NKWW), koalicja SLD-UP uzyskała 9,35% głosów, zajmując 5. miejsce. Dało jej to 5 mandatów w Europarlamencie. Otrzymali je:
- Lidia Geringer de Oedenberg (SLD),
- Adam Gierek (UP),
- Bogusław Liberadzki (SLD),
- Marek Siwiec (SLD),
- Andrzej Szejna (SLD).

Wszyscy europarlamentarzyści wybrani z listy SLD-UP zostali członkami Partii Europejskich Socjalistów.

### Dalsza współpraca SLD i UP

#### Współpraca w ramach LiD i Lewicy
SLD i UP na pewien okres zawiesiły współpracę (Unia Pracy w wyborach parlamentarnych w 2005 startowała z list Socjaldemokracji Polskiej), jednak w 2006 SLD i UP wraz z SDPL i Partią Demokratyczną powołały koalicję Lewica i Demokraci. Po jej rozwiązaniu w 2008 SLD i UP utrzymały współpracę (w ramach projektu Lewica).

#### 2009–2015 i okresy późniejszej współpracy
W 2009, przed wyborami do Parlamentu Europejskiego, koalicja SLD-UP została reaktywowana. 25 lutego partie te podpisały porozumienie wyborcze, a ponad miesiąc później zarejestrowały Koalicyjny Komitet Wyborczy Sojusz Lewicy Demokratycznej – Unia Pracy. Z listy komitetu startowało także trzech kandydatów Krajowej Partii Emerytów i Rencistów.
Komitet uzyskał w wyborach 908 765 głosów (12,34%), zajmując 3. miejsce i uzyskując 7 mandatów w PE, które otrzymali:
- Lidia Geringer de Oedenberg (SLD),
- Adam Gierek (UP),
- Bogusław Liberadzki (SLD),
- Wojciech Olejniczak (SLD),
- Joanna Senyszyn (SLD),
- Marek Siwiec (SLD, 7 grudnia 2012 odszedł z partii; pod koniec kadencji Twój Ruch),
- Janusz Zemke (SLD).

Eurodeputowani wybrani z list SLD-UP przystąpili do nowo powołanej grupy Postępowy Sojusz Socjalistów i Demokratów w Parlamencie Europejskim.
W wyborach samorządowych w 2010 i w wyborach parlamentarnych w 2011 SLD powoływał własny komitet, jednak UP była jedną z partii, które startowały z jego list (w 2010 szef UP uzyskał mandat w sejmiku wielkopolskim; w 2011 członkowie UP nie uzyskali mandatów parlamentarnych, jednak członkini UP objęła mandat w sejmiku łódzkim – tamtejszy klub radnych przyjął wówczas nazwę SLD-UP).
Od lutego do czerwca 2013 UP brała udział w tworzeniu konkurencyjnego wobec SLD projektu Europa Plus (wraz z Ruchem Palikota, Racją PL, SDPL i Unią Lewicy), jednak ostatecznie zdecydowała się na dalszą współpracę z Sojuszem Lewicy Demokratycznej, z którym 3 października tego samego roku zawarła umowę koalicyjną.
Koalicyjny komitet SLD-UP został ponownie powołany w wyborach do Parlamentu Europejskiego w 2014, jednak na jego listach znalazło się jedynie 4 członków UP. Koalicja uzyskała w wyborach 667 319 głosów (9,44%, w tym 0,87 pkt proc. dla UP), zajmując 3. miejsce i uzyskując 5 mandatów w PE, które otrzymali:
- Lidia Geringer de Oedenberg (SLD; 29 czerwca 2014, jeszcze przed rozpoczęciem kadencji, odeszła z partii),
- Adam Gierek (UP),
- Bogusław Liberadzki (SLD),
- Krystyna Łybacka (SLD),
- Janusz Zemke (SLD).

Eurodeputowani wybrani z list SLD-UP przystąpili do tej samej grupy, co w poprzedniej kadencji.
Na wybory samorządowe w 2014 SLD i UP, wraz z KPEiR, powołały koalicyjny komitet SLD Lewica Razem (związały się z nim w różnych miejscach kraju także inne ugrupowania). Przewodniczący UP Waldemar Witkowski uzyskał reelekcję do sejmiku wielkopolskiego, którego został wiceprzewodniczącym.
11 stycznia 2015 Unia Pracy zerwała koalicję z SLD (przy czym w sejmiku wielkopolskim do końca kadencji w 2018 pozostał wspólny klub radnych SLD-UP). W wyborach parlamentarnych w październiku 2015 obie partie wystartowały jednak – wraz z Twoim Ruchem, Partią Zieloni i Polską Partią Socjalistyczną – w ramach komitetu Zjednoczona Lewica, który nie osiągnął progu dla koalicji i nie uzyskał mandatów w parlamencie (koalicja ZL, ani współpraca tworzących ją partii, nie była po wyborach kontynuowana). Przed wyborami samorządowymi w 2018 reaktywowano skupioną wokół SLD koalicję SLD Lewica Razem, a UP ponownie weszła w jej skład (w sejmikach jedyne mandaty dla komitetu przypadły SLD). Jednak w wyborach do Parlamentu Europejskiego w 2019 (pierwszych eurowyborach, w których nie powołano komitetu SLD-UP) obie partie wystartowały z różnych komitetów – SLD współtworzył Koalicję Europejską, a UP koalicję Lewica Razem. Pomimo początkowych planów latem 2019 wejścia UP w skupiony wokół SLD projekt Lewica, partia ta zrezygnowała wówczas z uczestnictwa w tym sojuszu. Ponowną współpracę ze środowiskiem dawnej partii SLD nawiązała w lutym 2023, podpisując porozumienie z Nową Lewicą (partią współtworzoną w 2021 przez SLD, w której SLD stał się frakcją), partią Lewica Razem (która odeszła z tej koalicji w październiku 2024) i PPS.